# Canton de La Javie
Le canton de La Javie est une ancienne division administrative française située dans le département des Alpes-de-Haute-Provence et la région Provence-Alpes-Côte d'Azur.

## Composition
Le canton de La Javie regroupait six communes :
| Nom                  | Code Insee | Intercommunalité                | Population (dernière pop. légale) |
| -------------------- | ---------- | ------------------------------- | --------------------------------- |
| La Javie (chef-lieu) | 04097      | CA Provence-Alpes Agglomération | 392 (2014)                        |
| Archail              | 04009      | CA Provence-Alpes Agglomération | 18 (2014)                         |
| Beaujeu              | 04024      | CA Provence-Alpes Agglomération | 141 (2014)                        |
| Le Brusquet          | 04036      | CA Provence-Alpes Agglomération | 965 (2014)                        |
| Draix                | 04072      | CA Provence-Alpes Agglomération | 108 (2014)                        |
| Prads-Haute-Bléone   | 04155      | CA Provence-Alpes Agglomération | 187 (2014)                        |

À l'origine, il y avait également les communes de Mariaud, Blégiers (rattachées à Prads-Haute-Bléone), Esclangon (rattachée à La Javie) et Tanaron, rattachée à La Robine-sur-Galabre.
(source : Histoire, Géographie, et Statistique de Département des Basses-Alpes, de J.J.M. Féraud.)

## Histoire
À la suite du décret du 24 février 2014, le canton a fusionné avec celui de Seyne, fin mars 2015, pour les élections départementales de 2015.

## Administration

### Conseillers généraux de 1833 à 2015
| Période | Période          | Identité                             | Étiquette             | Qualité |
| ------- | ---------------- | ------------------------------------ | --------------------- | --- |
| 1833    | 1844 (démission) | Pierre Allibert (1784-1849)          |                       | Négociant, banquier, maire de Digne (1837-1844) |
| 1844    | 1848             | Jules Allibert                       |                       | Négociant à Digne |
| 1848    | 1852             | Comte Jean-Paul Amaudric du Chaffaut | Centre gauche         | Propriétaire, avocat, Les Olives, Marseille |
| 1852    | 1861             | Joseph Fine                          |                       | Directeur des Douanes en retraite |
| 1861    | 1880             | Paul Silve                           | Droite légitimiste    | Médecin à Digne |
| 1880    | 1892             | Jules Blanc                          | Républicain           | Avocat, avoué, maire de Digne |
| 1892    | 1919             | Octave Convers                       | Républicain           | Médecin à La Javie |
| 1919    | 1940             | Gabriel Renoux                       | RG                    | Pharmacien de 1re classe à Marseille Nommé conseiller départemental en 1943                                                                                          |
|         |                  |                                      |                       | |
| 1945    | 1949             | Norbert Besson                       | PCF                   | Ouvrier pâtissier Conseiller municipal de Digne |
| 1949    | 1973             | Antoine Auzet (1906-1994)            | DVG puis FGDS puis PS | Maire de La Javie |
| 1973    | 1998             | Marcel Roux (1931-2016)              | PS                    | Maire du Brusquet (1959-1995) |
| 1998    | 2015             | Jean-Yves Roux (fils du précédent)   | PS et app.            | Conseiller régional - Maire du Brusquet (2001-2010) Vice-Président du Conseil Général Président de la Communauté de Communes de la Haute Bléone Sénateur depuis 2014 |

### Conseillers d'arrondissement (de 1833 à 1940)
| Période                                  | Période      | Identité                          | Étiquette | Qualité |
| ---------------------------------------- | ------------ | --------------------------------- | --------- | --- |
| 1833                                     | 1839         | Joseph Allibert                   |           | Avocat à Digne                                                                                              |
|                                          |              |                                   |           | |
|                                          | 1876 (décès) | Jean-Baptiste Convers (1806-1876) |           | Propriétaire à La Javie                                                                                     |
|                                          |              |                                   |           | |
| 1895                                     |              | Étienne Richaud                   |           | Maire de Beaujeu                                                                                            |
|                                          |              |                                   |           | |
|                                          | 1913         | M. Chaussèges                     |           | |
| 1913                                     | 1940         | Jean-Antoine Auzet                | RG        | Maire de La Javie                                                                                           |
| 1940                                     |              |                                   |           | Les conseils d'arrondissement ont été suspendus par la loi du 12 octobre 1940 et n'ont jamais été réactivés |
| Les données manquantes sont à compléter. |              |                                   |           | |

## Démographie
| 1962 | 1968 | 1975 | 1982  | 1990  | 1999  | 2006  | 2011  | 2012  |
| ---- | ---- | ---- | ----- | ----- | ----- | ----- | ----- | ----- |
| 921  | 888  | 934  | 1 186 | 1 482 | 1 691 | 1 770 | 1 783 | 1 805 |

## Sources